# Cephalocera nigrojubata
Cephalocera nigrojubata är en tvåvingeart som beskrevs av Hesse 1969. Cephalocera nigrojubata ingår i släktet Cephalocera och familjen Mydidae. Inga underarter finns listade i Catalogue of Life.